# Honda (Tolima)
Honda é um município colombiano localizado no departamento de Tolima, no interior do país. Limita com os departamentos de Cundinamarca e Caldas.
Esta localidade foi erigida em vila a 4 de março de 1643, por ordem do Rei de Espanha, sendo elevada à categoria de cidade a 15 de junho de 1830.
No século xix, Honda foi o primeiro porto fluvial do país cujo auge prolongou-se até princípios do século xx.
Também é conhecida esta população no país pela "subienda" de pescado, que vai aproximadamente de janeiro a março da cada ano e se apresenta pela desova dos peixes que vêm das águas da costa norte.

## Toponímia
Este município deve o seu nome a um dos assentamentos indígenas situado na ribeira do Rio Magdalena conformado pelos aborígenes Ondaimas, que junto aos Gualies ocupavam a zona da atual cidade de Honda.
Os espanhóis baptizaram-na como Villa de San Bartolomé e depois lhe foram dando apelidos como "A cidade das pontes" por contar com mais de quarenta pontes sobre os rios Magdalena, Gualí, Guarinó e a Quebrada Seca.
Chama-se-lhe também "Cidade da paz" por ser um dos dois municípios tolimenses que escaparam do flagelo de "La Violencia" da década de 1950.

## História

### Época precolombina
Desde antes da chegada dos espanhóis, a sociedade aborígene tinha conseguido estabelecer uma rede de intercâmbio com os povoadores vizinhos das vertentes médias das cordilheiras central e oriental dentro da qual o lugar de Honda se tinha convertido em escala obrigada.
Habitada em seus inícios pelos aborígenes Ondaimas e Gualies da etnia Panche, família linguística dos Caribes, cujos vestígios se encontram nos terraços localizados nessa zona, ainda no sector de Perico em Honda, se encontra um abrigo rochoso onde há arte rupestre.
Em lugares conhecidos hoje como Alto del Rosario, La Sonrisa, Arrancaplumas, Santa Luzia, Bogotá, el Triunfo, entre outros em escavações recentes têm encontrado urnas funerárias de enterros primários e enterros secundários, material lítico, cerámico e ósseo. Reportaram-se urnas nas localidades de Arrancaplumas, Pescaderías e Mesuno. Trata-se nestes casos de urnas funerárias de corpo subglobular achatado com pescoço curto e boca larga.
As tampas correspondentes não foram definidas em seu estilo, por se encontrar tão só fragmentos destas. No entanto, na localidade de Arrancaplumas identificou-se cerâmica fitomorfa em associo a outras formas e decorações muito variadas, não muito frequentes em outros lugares. Na zona de Perico encontraram-se mais amostras que fazem constatar a existência de lugares com arte rupestre.

### Época hispânica

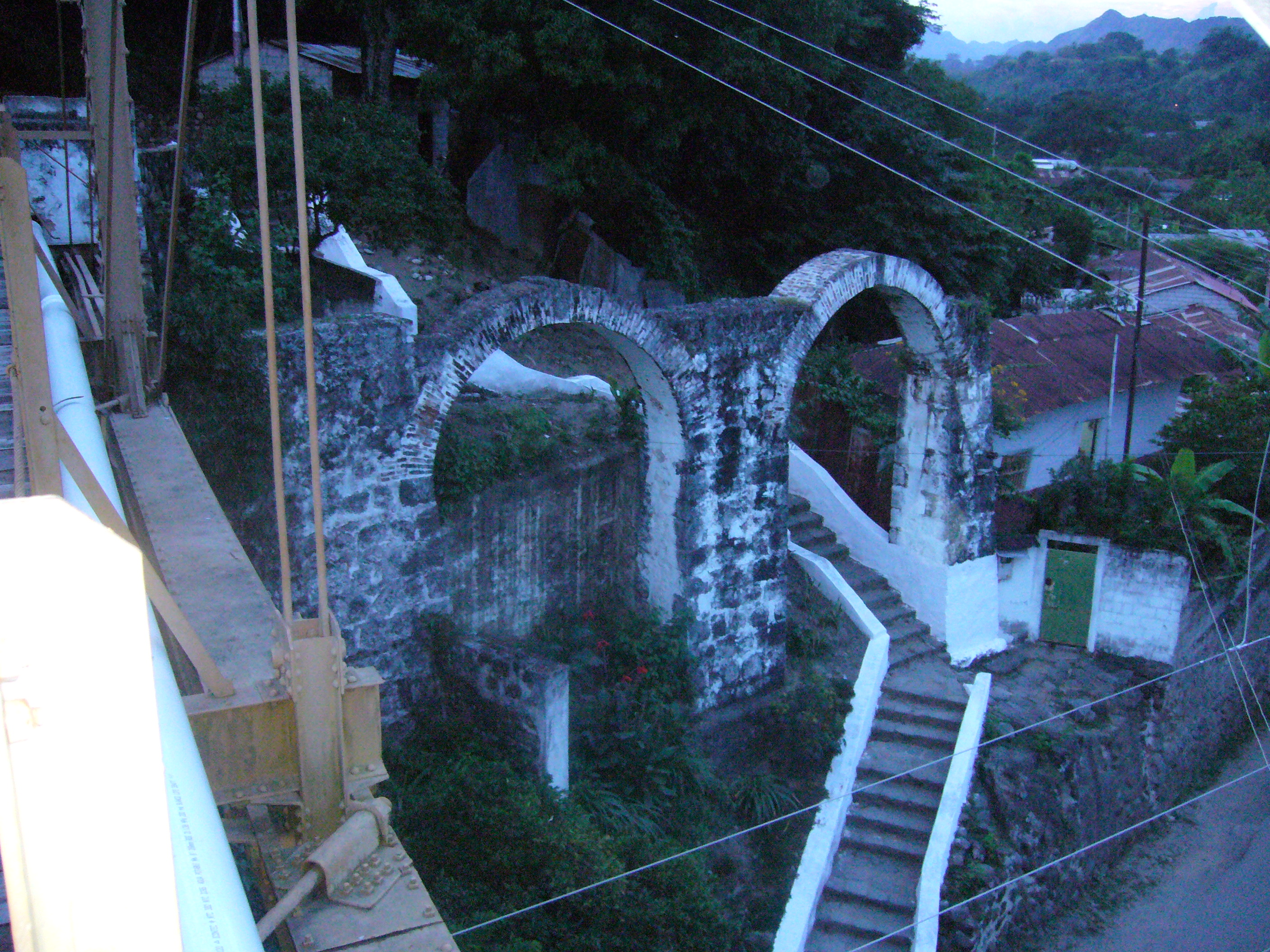
Restos do Antigo aqueducto de Honda (Colômbia).

Em junho de 1539, durante a época hispânica em Colômbia, foi descoberto o lugar em onde hoje se levanta a cidade, confluência do rio Gualí, la Quebrada seca e o Rio Magdalena, a expedição deveu se assentar e suportar a demora na fabricação das duas brigantinas que permitir-lhes-iam seguir pelo rio, depois, o lugar reteve a esta primeira expedição por se fazer nele necessário o transbordo de carregamentos para sortear o chamado Salto de Honda.
O progressivo comércio peninsular com as províncias do Novo Reino de Granada, tinha de facto do Rio Magdalena a única via possível e segura para estabelecer algum contacto com o interior. Ante esta situação o interesse fundamental da Real Audiencia era o de estabelecer, aparte do caminho cuja abertura se tinha encomendado a Alonso de Olaya na medida em que se fazia necessário vincular a Santa Fé de Bogotá com o Rio Magdalena para a distribuição de mercadorias com destino a Tocaima, Ibagué e Mariquita, um porto seguro e viável. Tendo em conta as condições geográficas que fazia do Salto de Honda uma barreira natural para a navegação, já para as últimas décadas do século XVI se tinha estabelecido ali o porto fluvial que precisava o Novo Reino.
Conquanto a localização definitiva do porto que se levou a cabo nas redondezas da população aborígene encomendada aos vizinhos de Mariquita não tinha facto do lugar um ponto de distribuição de mercadorias, sim tinha conseguido dar um claro impulso ao comércio por esta via. De aqui que se tome que a cidade foi descoberta e não conquistada já que o assentamento indígena serviu de referência para o estabelecimento dos espanhóis.
A fundação da Vila a solicitação dos vizinhos, quem ofereceram 5 000 pesos por que se elevasse o porto à categoria de Vila, se lhe concedeu essa graça mediante Real Cédula outorgada pelo Rei Felipe IV a 4 de março de 1643, e 5 de fevereiro de 1644 se assinalaram os termos de sua jurisdição consagrada a San Bartolomé (no dia da fundação da cidade se celebrou a festa deste santo), assim mesmo se lhe atribuiu o escudo com os emblemas da Casa de Áustria e dos Bourbon.
Durante a colónia e até dantes da independência, o território fez parte das províncias de Mariquita e Neiva, que depois se dividiram nos departamentos de Cundinamarca, Boyacá e Antioquia.
Já para o primeiro quarto do Século XVII, o porto fluvial o constituíam "uns bohíos com teto de palha onde moravam os indígenas, ladinos uns, encomendados outros", que com o correr dos dias se converteu em pernoitadeiro de viajantes, forasteiros, arrieros, comerciantes e servidores públicos civis e eclesiásticos. Honda foi o primeiro porto fluvial do Novo Reino de Granada desde o século XVII.
De tal maneira, Honda converte-se durante os séculos XVI e XVII em estação forçada de mercadorias e passageiros que chegavam ou saíam por Cartagena das Índias.
Em 1620 já tinha uma igreja, construída, mas se achava em tão mau estado que não podia se reservar nela o Santíssimo Sacramento, e então por acordo entre o Presidente da Audiência e o Arcebispo se encarregou do Curato aos Pais jesuítas, quem puseram de Cura ao Pai Offit.
Leste reconstruiu a igreja de tapias e teto de palha, e depois estabeleceu galpes e fornos para queimar teça e cal e fez nova reedificações já mais sólida, e deu princípio à construção do edifício do colégio, de cal e canto, com ajuda eficaz dos vizinhos. O colégio dos jesuítas ficou fundado em 1622.
Finalmente, entre os séculos XVII e XIX, particularmente na segunda metade do século XVIII, a vila de Honda recebe um grande impulso desde o ponto de vista urbano, foram construídas em cal e canto; conventos, colégios, hospitais e igrejas.
Por outra parte, o levantamento dos Comuneros de El Socorro foi secundado pelo povo de Honda a 23 de junho de 1781; atacou os edifícios de fumeiro e aguardente e a prisão e pôs em liberdade os presos que tinham comunicado o feito a José Antonio Galaán, quem se achava em Mariquita. Isto sucedeu um mês após se ter embarcado para Cartagena fugindo de Bogotá à aproximação dos Comuneros o Visitador Juan Francisco Gutiérrez de Piñeros, responsável por aqueles levantamentos por ter elevado desconsideradamente os impostos.

### Terramoto de Honda
A 16 de junho de 1805, Honda foi afetada por um sismo que destruiu grande parte da cidade, edificações coloniais e pontes.
O terramoto deixou-se sentir em outros lugares como Mariquita.

### Pátria Boba e reconquista
Durante o período conhecido como "Pátria Boba", a 22 de dezembro de 1814 se proclamou em Honda a independência da Província de Mariquita, da qual era já capital, e a Convenção Constituinte do Estado Livre de Mariquita se reuniu a 3 de março de 1815 no Palácio da Convenção. a 21 de junho do mesmo ano expediu a sua Constituição, a qual foi aprovada a 4 de agosto no "Palácio do Governo da nova cidade de Honda" e promulgada pelo Presidente José León Armero.
Ao proclamar a Convenção a independência declarou que a Província de Mariquita será independente da Espanha, do Estado de Cundinamarca ou de qualquer outro Governo que não for eleito popular e legitimamente pelos povos.
O primeiro decreto do Governador Armero foi sobre estabelecimento de escolas em Honda, Mariquita, Ibagué, Ambalema e El Espinal. O mesmo Governador construiu um edifício para a escola de Honda e estabeleceu luminárias públicas com iluminação nesta população e nas capitais dos Cantones da Província.
Dos primeiros atos do Governo Federal quando se instalou em Bogotá a seu regresso de Tunja, foi mandar a Honda, em janeiro de 1815, às ordens de Francisco de Paula Alcántara, para os deportar a Cartagena, uns quantos espanhóis; deles fuzilou a dez e seis esse Comandante, e por sua vez o Governador Armero fez fuzilar aqui ao capuchino o frade Pedro Corulla e aos espanhóis Infiesta, Martínez, Portilla, Bartolomé Fernández, Juan Calvo, Francisco Serrano, Joaquín Gómez, José Zapatero e Emeterio Bernal, e condenou aos demais deportados a desterro. Os restos desses fuzilados os exumaram com grande aparelho os realistas em 1818.
A 1 de maio de 1816, durante "A Reconquista" ocupou sem resistência a localidade de Honda o Tenente Coronel Ramón Sicília, porque os patriotas tinham abandonado a população; ao dia seguinte ordenou-se o juramento de Fernando VII. A 25 de dezembro fez-se a formal proclamação. Estava de Chefe da Província o Coronel Donato Ruiz, quem tinha sido nomeado a 27 de abril pelo conquistador Pablo Morillo.

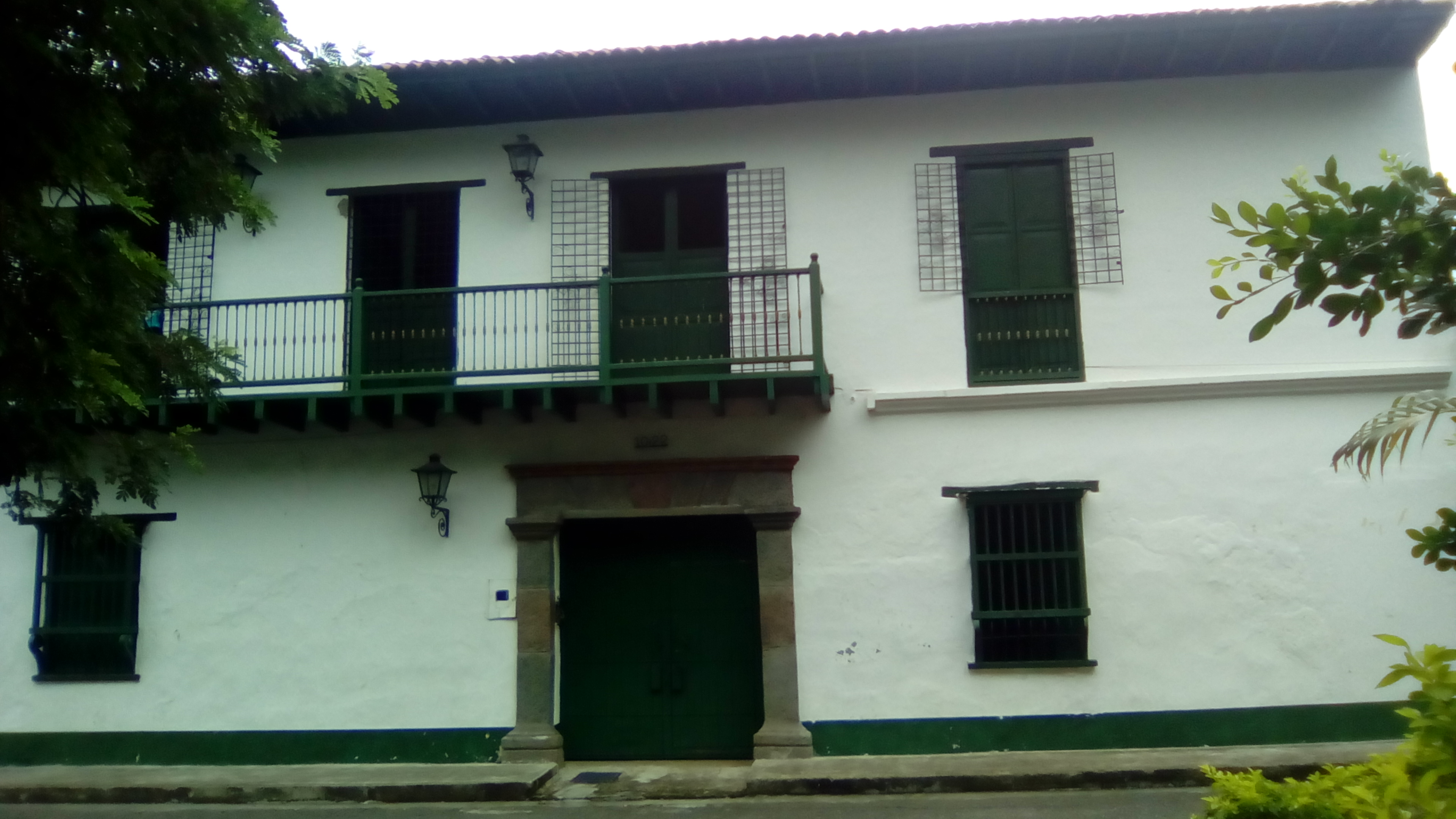
Casa da época da independência em Honda (Colômbia).

A 29 de agosto desse ano foi fuzilado Francisco Ramírez, e a 1 de novembro, o Governador patriota José León Armero. Em 1819, com a assinatura de uns cem vizinhos do principal de Honda, solicitou-se ao Governador da Província de Mariquita licença para tomar posse dos retábulos de Carlos IV e Fernando VII, e concedida a licença pelo Governador, General José María Montilla, penduraram-se da forca, pelo verdugo, os retratos com grande imponência na praça, e depois arrojaram-se a uma fogueira.
Ao ter-se notícia em Bogotá da derrota dos realistas em Boyacá, fugiram o Vicerei e os espanhóis que se consideravam mais comprometidos no caminho morreram vários, e dos que chegaram a Honda, se afogaram alguns no porto. Quando "El Libertador" passou por esse porto para ir morrer em Santa Marta, para poder pagar os custos em que se embarcou teve que autorizar ao general Joaquín Posada Gutiérrez para que contratasse um empréstimo no comércio.
A 8 de setembro desse ano, por iniciativa do mesmo Geral Joaquín Posada Gutiérrez, a comunidade, representado por uma Junta do mais abastecido do porto, pronunciou-se contra o Governo Nacional aclamando ao Libertador como Chefe do Poder Executivo e ao Geral Rafael Urdaneta como encarregado acidental.

### Período republicano

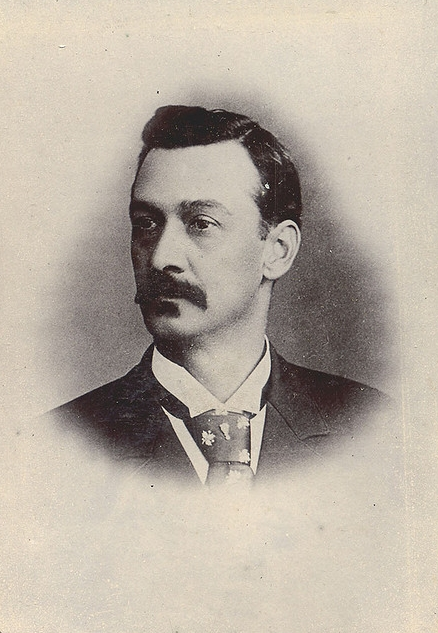
José Domingo Restrepo.

No contexto da Guerra dos Supremos, o Governador da Província de Mariquita Geral José María Vesga, alçou-se em armas aqui contra o Governo legítimo em 1840, este enviou ao submeter ao General Joaquín París; teve ligeiro encontro dos contendores pelo lado de Quebrada Seca e as forças de Vesga retiraram-se ao lado de Calunga, onde foram batidas pelas de París a 9 de janeiro de 1841, então Vesga se retirou à população, e ainda que destruiu a ponte do Gualí para impedir a passagem dos que o perseguiam, foi derrotado novamente.
Durante a Guerra civil colombiana de 1854, o Coronel Julio Arvoredo organizou a coluna Tequendama, e ocupou e fortificou a Honda contra a ditadura de José María Melo.
Em 1885 dom José Domingo Restrepo proclamou-se Chefe dos revolucionários de Honda e ocupou a população até que o desalojaram e fizeram prisioneiro as forças que comandavam os Generais Juan N. Mateos e Manuel Briceño.

## Estrutura político-administrativa
Honda rege-se por uma democracia baseada nos processos de descentralização administrativa gerados a partir da proclamação da Constituição da Colômbia de 1991. Ao município governa-o um prefeito (poder executivo) e um Concelho Municipal (poder legislativo).
O Prefeito é o chefe de governo e da administração municipal, representando legal, judicial e extrajudicialmente ao município. É um cargo eleito por voto popular para um período de quatro anos.

### Divisão administrativa
O município conta com 52 bairros, 21 sectores e 8 veredas, de todos os bairros apenas cinco não têm Junta de Acção Comunal ou administração de bairro. Os bairros do município estão divididos em duas zonas, os que se encontram à direita do rio Gualí, isto é no norte da cidade e que se denomina Zona 1, e os que se acham à esquerda do rio Gualí no centro e ocidente da cidade Zona 2; e também dentro da cada zona há sectores já que pela sua separação ou localização geográfica respeito de outros bairros denominam-se assim.
Bairros
ZONA 1: Barrios Caracolí, Planadas, Jardín, Obrero, La concordia, La Polonia, La bufona, El refugio, Villa el placer, Santofimio, La arenera, Santa Bárbara, Santa Lucía, Nuevo Ambalema, La sonrisa, San Pablo, Virgilio Barco, Panchigua, Avenida de los estudiantes, El Carmen, Alto de San Juan de Dios, La Magdalena y Los libertadores. Sectores Cascajal, Avícola Santa Inés, Cuesta calle 30 entre Cra 14 e Quebrada Jaramillo, Lote entre subestação el refugio e terminal, Orejas de la variante, Parte posterior do club Bavaria, Condominio la Trinidad e planta Bavaria e sector Conquistadores el Progreso.
ZONA 2: Barrios Arrancaplumas, Pueblo Nuevo, Bodega sur, El retiro, Quebrada seca, Francisco Núñez, Alto del rosario, Las delicias, Camellón de los carros, 12 de Octubre, Bogotá, Chicó, Lleras, Carrasquilla, Gualí, Versalles, Nuevo versalles, La aurora, El triunfo, Martín Lutero, El reposo, La pedregosa, San Bartolomé de las Palmas, Ciudadela Rotaria Hernando Villamizar Bautista, Brisas del Gualí, Santa Helena, Galán, Municipal y Calunga. Sectores Centro da cidade, Urbanização Soto Camero, Urbanização Hervilla, Colégio Santander, Quinta Navarro, Batallón Patriotas No 40, Parque desportivo David Hugues, La Habana, Vecinas, Urbanização Palma del Río, Llanos de Calunga, Hacienda Real II, Finca el porvenir e Balneario la Picota.
Veredas
As veredas são Caimital, El Brehmen, El Mesuno, El Triunfo, Guacimal, Kilómetro 42, Llano Villegas y Vereda Perico na qual se encontra o já mencionado abrigo de Perico, zona de achados arqueológicos.

## Geografia

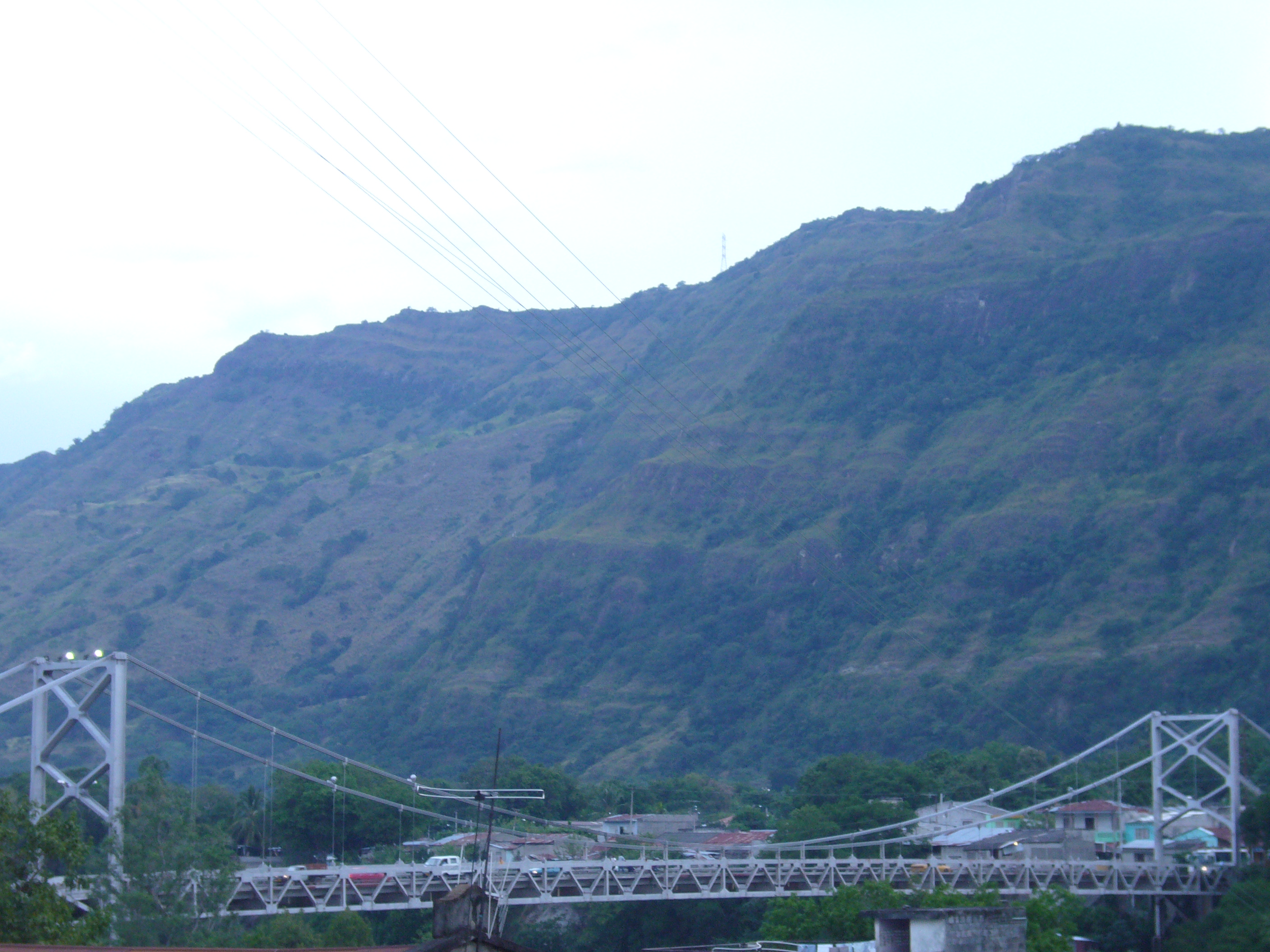
Ponte Luis Ignacio Andrade, comunica Tolima com Cundinamarca sobre o Rio Magdalena (Colômbia).

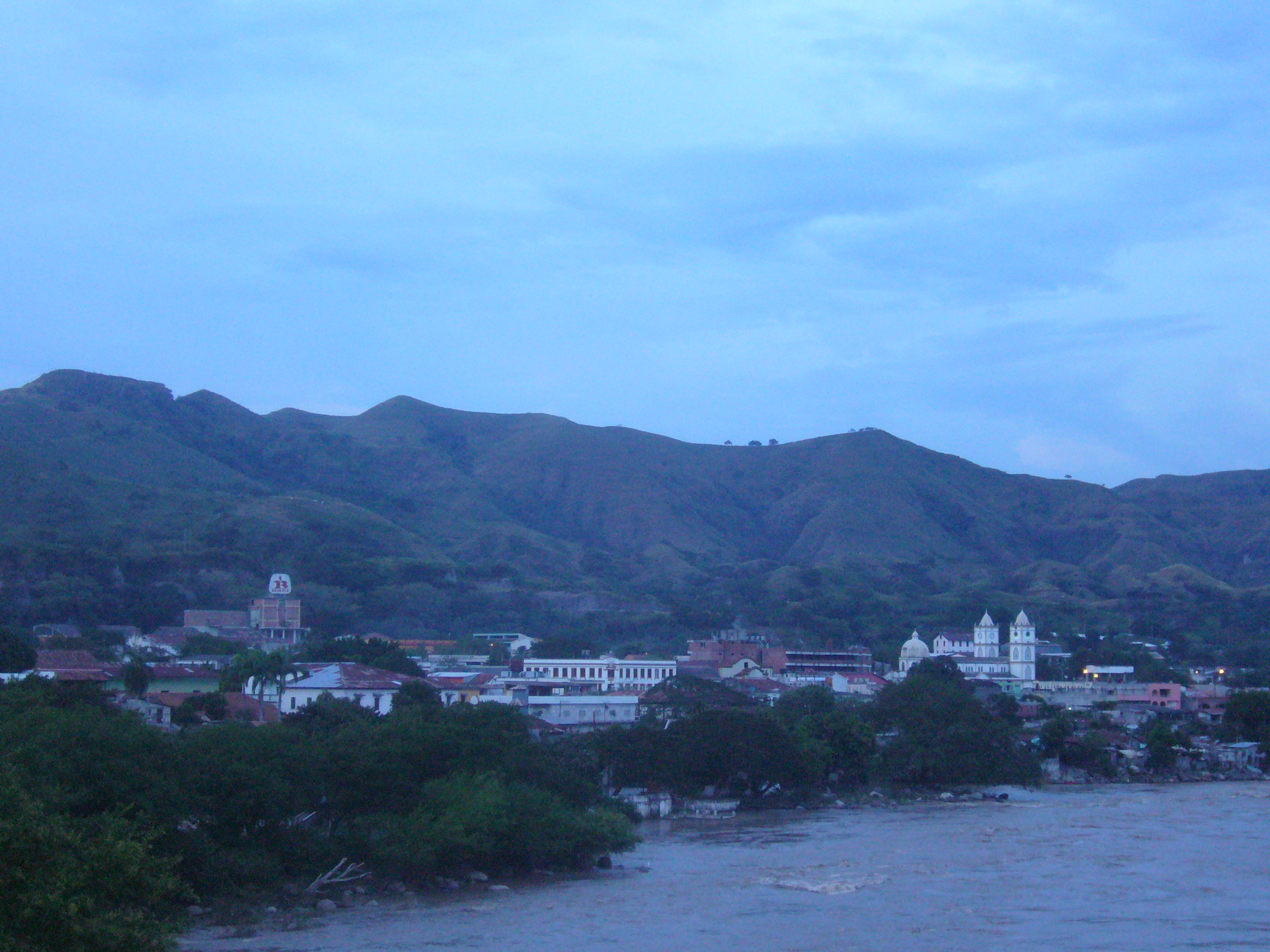
Honda vista desde a Ponte Navarro.

Honda está localizada no meio da Cordilheira Central e a Cordillera Oriental no Vale do Rio Magdalena que nesta região se denomina Vale do Magdalena Médio, suas coordenadas geográficas são 5° 11′ 28″ N, 74° 44′ 34″ O,e a uns 225 msnm.
Em Honda os radiais do Rio Magdalena a 220 msnm apresentam um desnível de 69 metros. Pode-se concluir que se trata ainda de um vale interandino estreito, já que a esta altura não ultrapassa os 40 quilómetros de largura.
Apresenta, no entanto, diferentes características sobre a cada uma das suas bandas, sendo de modo que a esquerda é bastante regular, com uma largura média de 20 quilómetros; por sua vez, a margem direita estreita-se sensivelmente a partir da desembocadura do rio Seco, apresentando numerosas digitações e colinas baixas que morrem a menos de 10 quilómetros do rio.
Os rápidos do Rio Magdalena conhecidos hoje com o nome de Salto de Honda chamaram-se antes Salto do Negro e Redemoinho de Honda, e o embarcadoiro para a costa era o que se chamava Caracolí em frente às Adegas de Bogotá (Adega de café).
Os limites do município são: Ao norte com o Departamento de Caldas, (município de La Dorada) ao ocidente com o município de San Sebastián de Mariquita, ao oriente com a margem esquerda do Rio Magdalena (Departamento de Cundinamarca) e ao sul com o município de Armero.
A cidade acha-se flanqueada por diversas colinas e montanhas de altura média como a Meseta dos Palácios ou o "Monte Cacau Empelota".

### Clima
Honda goza de um clima quente, com uma temperatura média de 33 °C, constante todo o ano.
Esta zona apresenta entre 100 e 150 dias com chuva ao ano, ainda que é possível identificar núcleos isolados na faixa de 50 a 100 dias. Nas estribações das montanhas o número de dias com chuva cresce paulatinamente até aproximar-se a 200 dias; nos meses com menor número de eventos chuvosos apresentam-se para metade de ano, nos meses de julho e agosto.
O segundo mínimo, menos destacado, apresenta-se a princípios de ano. Nos meses d2e maior frequência de dias chuvosos, continuam sendo abril - maio durante o primeiro semestre e outubro-novembro durante o segundo.

### Hidrografia
Honda é bastante rica em recursos hídricos por contar em seu território com o passo do Rio Magdalena, o mais importante do país, o rio Gualí, o Guarinó e varias quebradas como Quebrada Seca e Bernal entre outras.
Apesar de não ter dados concretos, a atmosfera em Honda é limpa e saudável como é normal num povo que não possui grandes indústrias de manufactura.
Seu solo é arenoso, pelo que representa um constante risco para o subsolo e solo urbano, já que está exposto a afundamentos por terramotos e/ou catástrofe por inundações ou intensas chuvas. Nas quintas o solo é fértil e como na maioria do território tolimense apto para o cultivo de Arroz, Sorgo e Algodão.

## Demografia
| Distribuição da população por faixas de idade | Distribuição da população por faixas de idade | Distribuição da população por faixas de idade | Distribuição da população por faixas de idade | Distribuição da população por faixas de idade | Distribuição da população por faixas de idade | Distribuição da população por faixas de idade |
| --------------------------------------------- | --------------------------------------------- | --------------------------------------------- | --------------------------------------------- | --------------------------------------------- | --------------------------------------------- | --------------------------------------------- |
|                                               | 1 ano                                         | 1-4                                           | 5-14                                          | 15-44                                         | 45-59                                         | >60                                           |
| Total por Idade                               | 25,7                                          | 36,8                                          | 42,4                                          | 47,7                                          | 50,0                                          | 51,2                                          |
| Percentagem                                   | 2,49                                          | 7,48                                          | 20,14                                         | 47,01                                         | 12,20                                         | 10,67                                         |

O município conta com um 96,72% de população urbana e um 3,28% de população rural, deste total o município possui uma divisão quase exata por sexo, sendo os homens o 50,02% (13 442) e as mulheres o 49,98% (13 431). O total da população é 26 873 habitantes.
- Departamento Administrativo Nacional de Estadíca. Censo Geral 2005 (PDF). [S.l.: s.n.] 56 páginas. ISBN 978-958-624-072-7

A população está distribuída em 23 484 Lares e 15 170 Moradias das quais se abstrai a existência de 5 676 Unidades Económicas e 1 239 Unidades Agropecuárias (Unidades associadas a moradia rural)(Dados do Censo de 2005).

## Economia

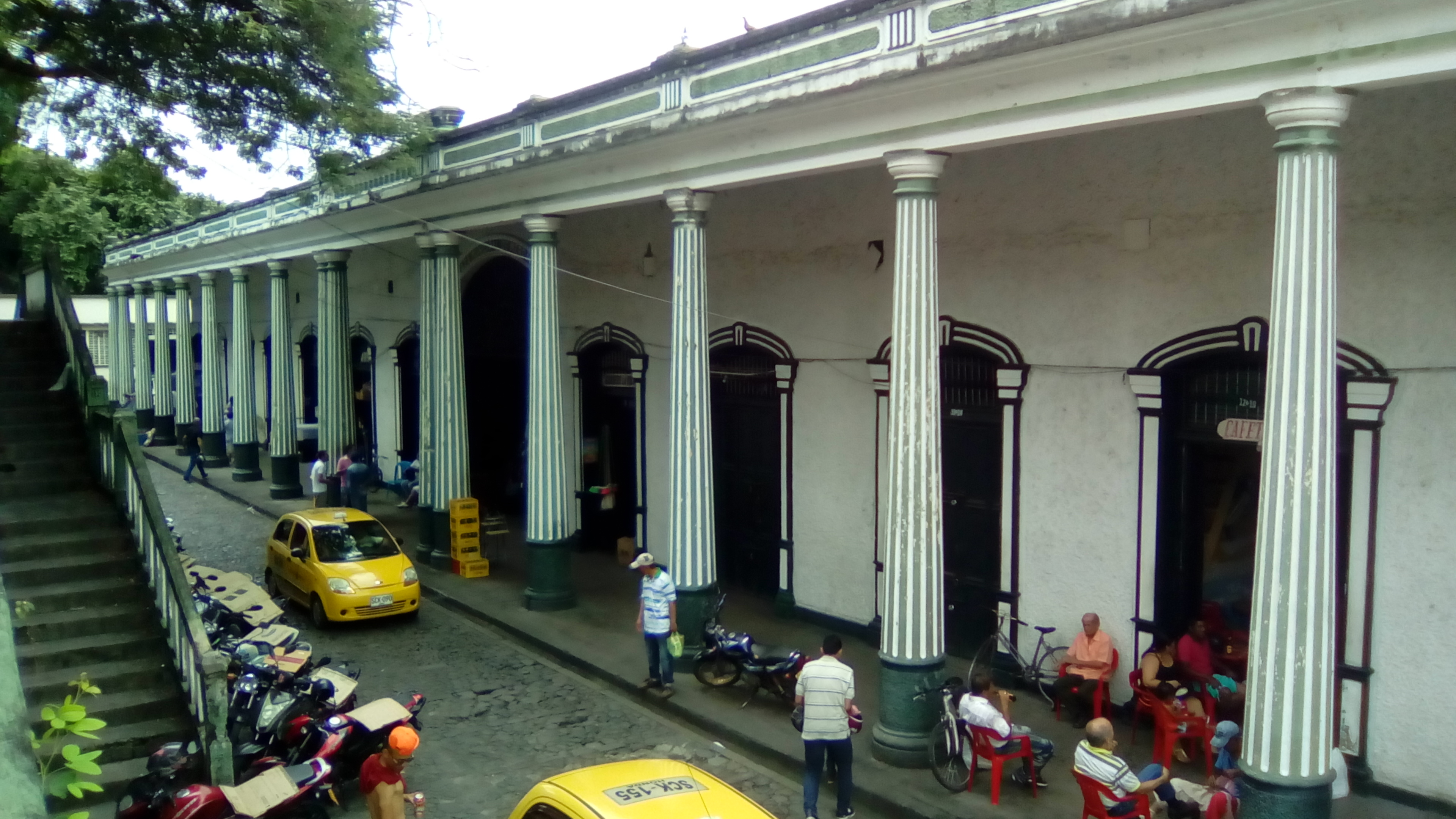
Praça de mercado de Honda, declarado Monumento Nacional.

Os principais rendimentos dos hondanos estão fundamentados no indústria, turismo, a pesca, e pecuária. Isto tem feito que na atualidade a cidade de Honda conte com uma perspetiva interessante desde o ponto de vista turístico, já que seu centro histórico colonial é de grande interesse para colombianos e estrangeiros, o que a faz uma cidade cómoda para viver.
No mês de janeiro e fevereiro ativa-se a sua economia com o fenómeno da desova, que faz que se multiplique a população, chegando até ter durante essa época mais de 100 mil pessoas; também grande parte do seu território é povoado pelo ganhado bovinos, equino e bufalino e conta com grandes indústrias como SOLLA S.A, FANAL, entre outras.

## Infra-estrutura e serviços públicos
Energia
A empresa fornecedora de eletricidade em Honda é a Companhia Energética do Tolima S. A. E. S. P., Enertolima e pertence como é natural à zona norte referido ao organigrama de distribuição. Honda conta com um ponto de atenção ao cliente (CAICE) e um ponto de arrecado na mesma localização.
Aqueduto e Reservatório
O serviço de água potável e o reservatório está controlado pela Empresa de Serviços Domiciliários de Honda E.S.P., Emprehon. Por ordem da Super Intendência de Serviços Públicos sanciona e habilitada por 10 anos à Empresa de Serviços Domiliciarios de Honda Emprehon E.S.P., prestando serviços até o dia 31 de dezembro de 2013. Na atualidade os serviços de aqueduto e reservatório são prestado temporariamente pela empresa privada de serviços públicos denominada Águas da Mojana S.A E.S.P. funcionando até o mês de junho de 2014.
Telecomunicações
O cem por cento do serviço local de telefonia no município presta-o TELECOM que desde o 2006, e devido à compra por parte de Telefónica, se chama Telefónica Telecom Mudando novamente de Razão Social a Movistar.
As empresas de telefonia celular presentes são Claro, Tigo e Movistar Móvel.
Bandas atualmente disponíveis para telefonia móvel em Colômbia:
- Banda denominada 850 que vai desde os 850 MHz até os 865 MHz (Claro e Movistar).
- Banda denominada 1900 que vai desde os 1850 MHz até os 1990 MHz (Tigo).

Bandas próximas a estar disponíveis (em processo de licitação):
Banda denominada AWS (Advanced Wireless Services) utiliza duas frequências, a denominada 1700 que vai desde os 1710 MHz até os 1755 MHz e a denominada 2100 que vai desde os 2110 MHz até os 2155 MHz. AWS é o que utiliza atualmente o operador celular T-Mobile em USA.
Higiene e Lixos
Águas da Mojana S.A E.S.P encarrega-se temporariamente, como o faz com o aqueduto, do serviço de coleta de lixos no município contado para isso com cinco camiões compactadores todos os dias há rotas durante todo o ano
Gás Natural
O serviço de gás natural presta-o a empresa Alcanos de Colômbia S.A. E.S.P.; ainda que ainda muitas moradias usam o serviço de gás propano que se distribui em cilindros de 20, 40 e 100 libras.
Vias

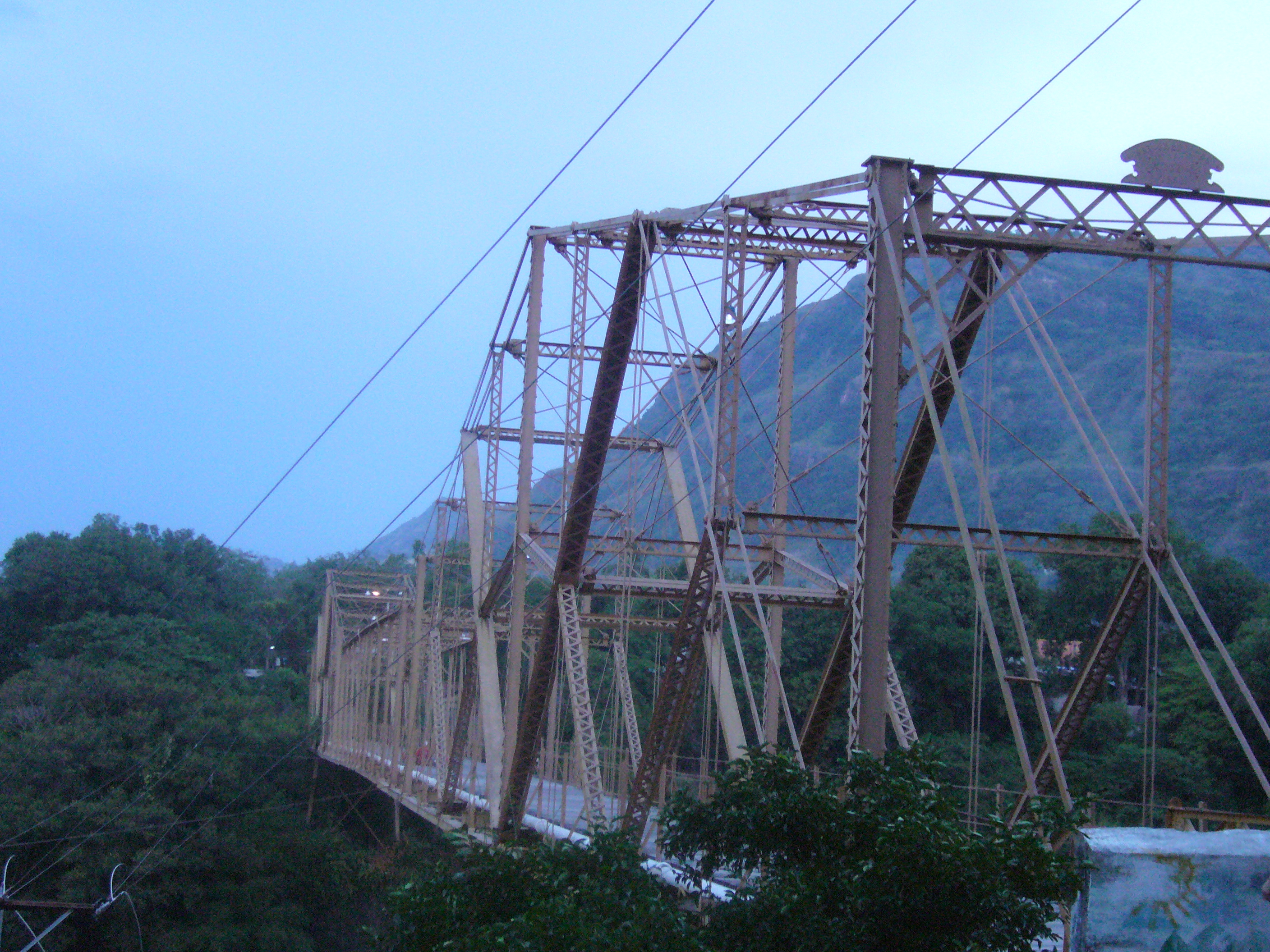
Ponte Navarro - Estrutura metálica do século XIX em Honda (Colômbia).

Atualmente considera-se como a estrela via de Colômbia, com vias a Bogotá, Santa Marta, Cartagena de Índias, Medellín, o Eixo Cafetero, Cali e Ibagué que conduz ao sul do país. Chegar a Honda por estrada, é muito fácil; está a 4 horas ao ocidente de Bogotá pela Nacional 50, tendo saídas pelas Ruas Rua 80 e 13 distando 145 Km da cidade; a umas 12 horas de Santa Marta pela Nacional 45 da qual dista 805 Km e pela mesma via se chega a Cartagena de Índias; a 6 horas do suroriente de Medellín pela continuação da Nacional 50 e conexão à Nacional 25 traçando uma distância de 269 Km.
A 2 horas ou menos do eixo cafeteiro encontrando primeiro Manizales de novo seguindo a Nacional 50 efetuando um percurso de 140 Km; a 6 horas do norte de Santiago de Cali pela Nacional 43 passando por Ibagué somando 388 Km; e finalmente mas mais importante, a 2 horas do norte de Ibagué, a capital do departamento pela Nacional 43 saindo rumo a Mariquita contando com 127 Km.

## Meios de comunicação
- Olímpica Stereo 90.5 F.M
- HondaTV Canal Comunitário.
- O Kanal 8
- Jornal Novo Norte
- Periódico La Ponte
- Periódica O Ribereño
- Extra La Dorada - Honda

## Educação

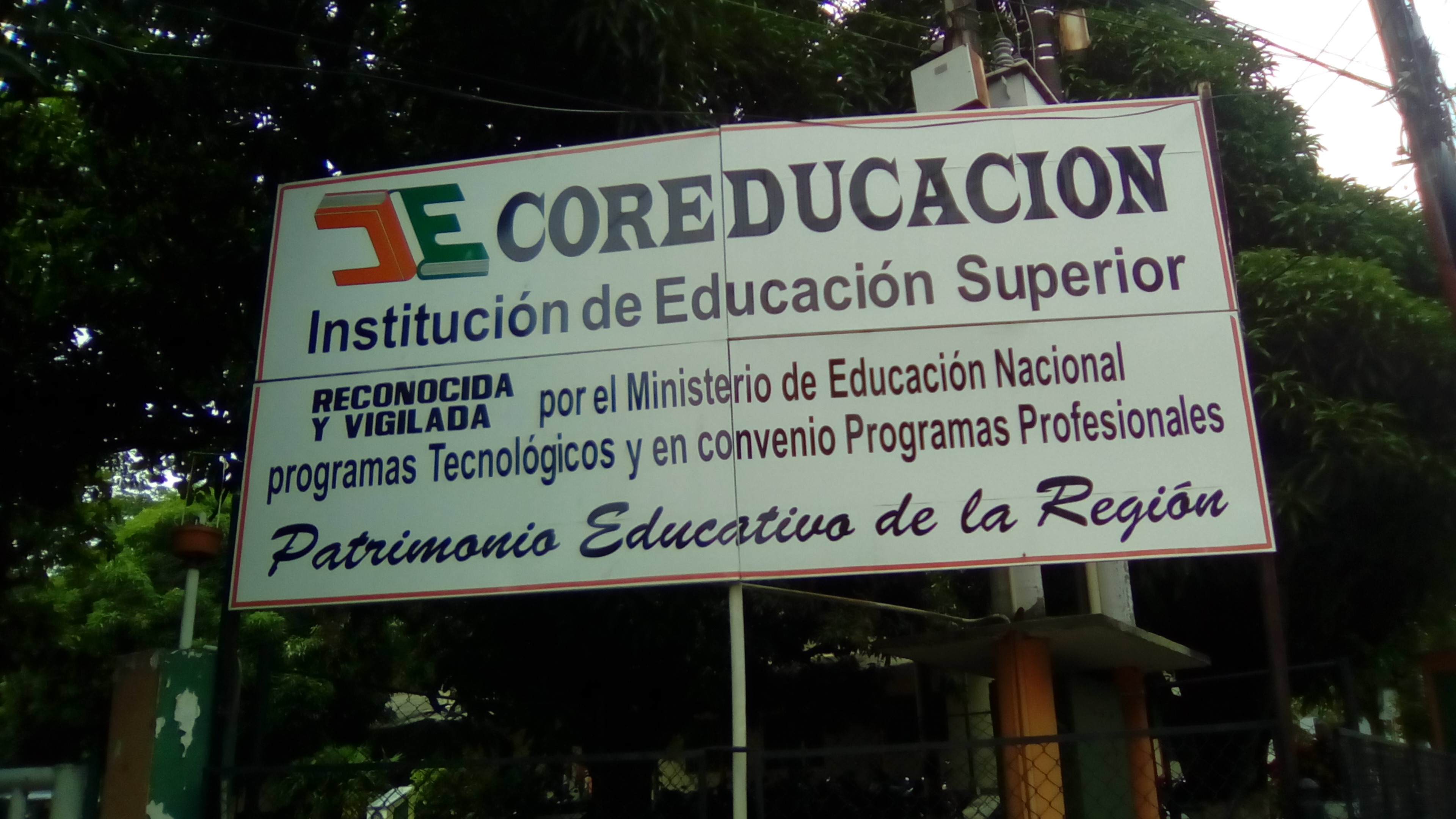
COREDUCACION

Honda conta com várias instituições de ensino primário e secundário, tanto públicas como privadas, entre estas instituições se encontram:
.
Públicas
.
- Instituição Educativa Alfonso López Pumarejo.
- Instituição Educativa Alfonso Palácio Rudas.
- Instituição Educativa  Nacional General Santander.
- Instituição Educativa  Juan Manuel Rudas
- Instituição Educativa  Luis Carlos Galan Sarmiento.
- Instituição Educativa Arcebispo Antonio Herran Zaldua

.
Privadas
.
- Colégio Tecnico Bilingue
- Colégio Comfenalco
- Colégio Simon Bolivar
- Colégio Os Cariñositos

.
Universidades.
.

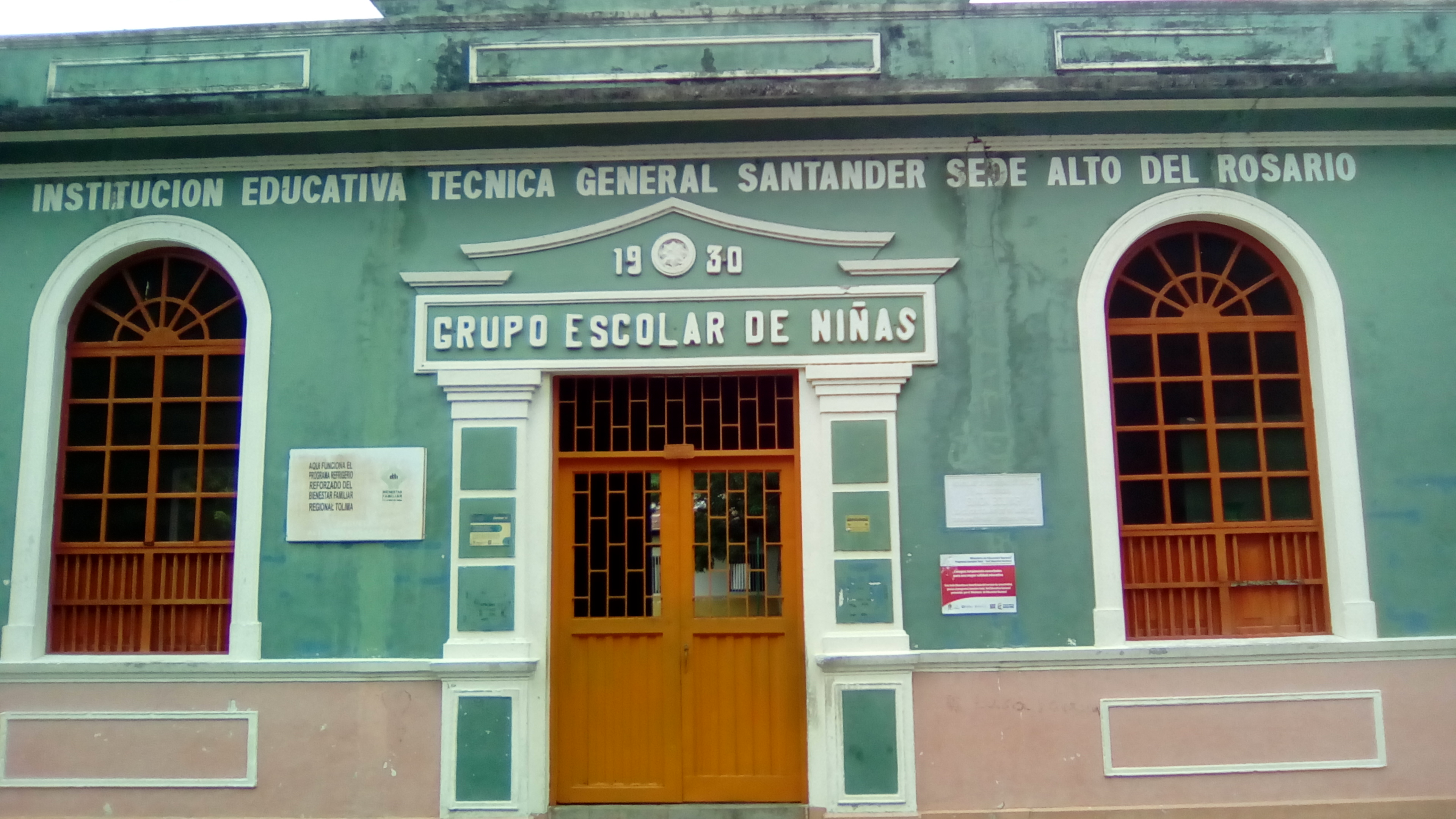
Instituição educativa técnica Geral Santander de Honda

- Presencial. Corporação de Educação do Norte do Tolima. COREDUCACION
- CERES. Universidade Do Tolima

.

## Cultura

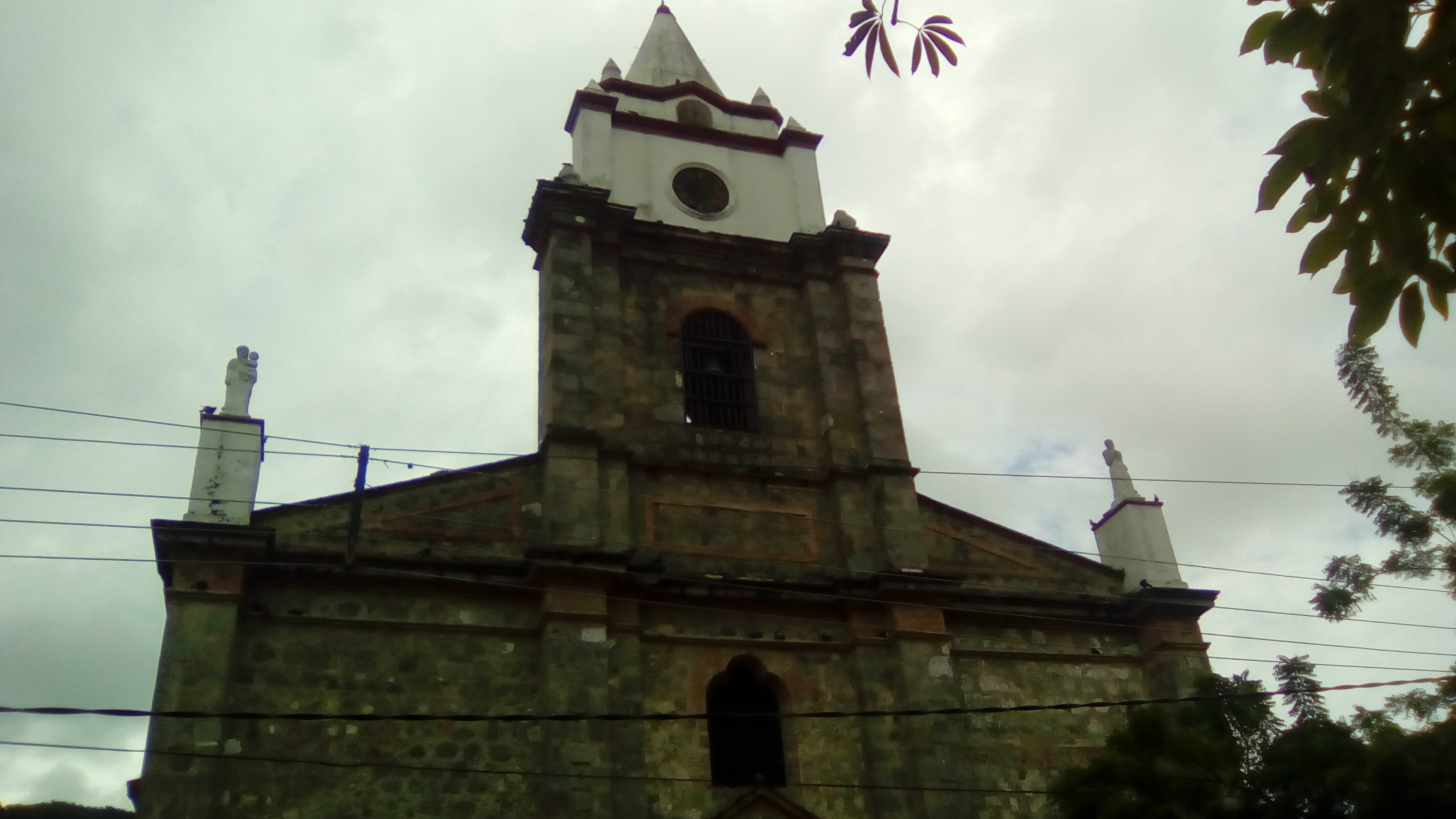
Catedral de Nossa Senhora do Rosário.

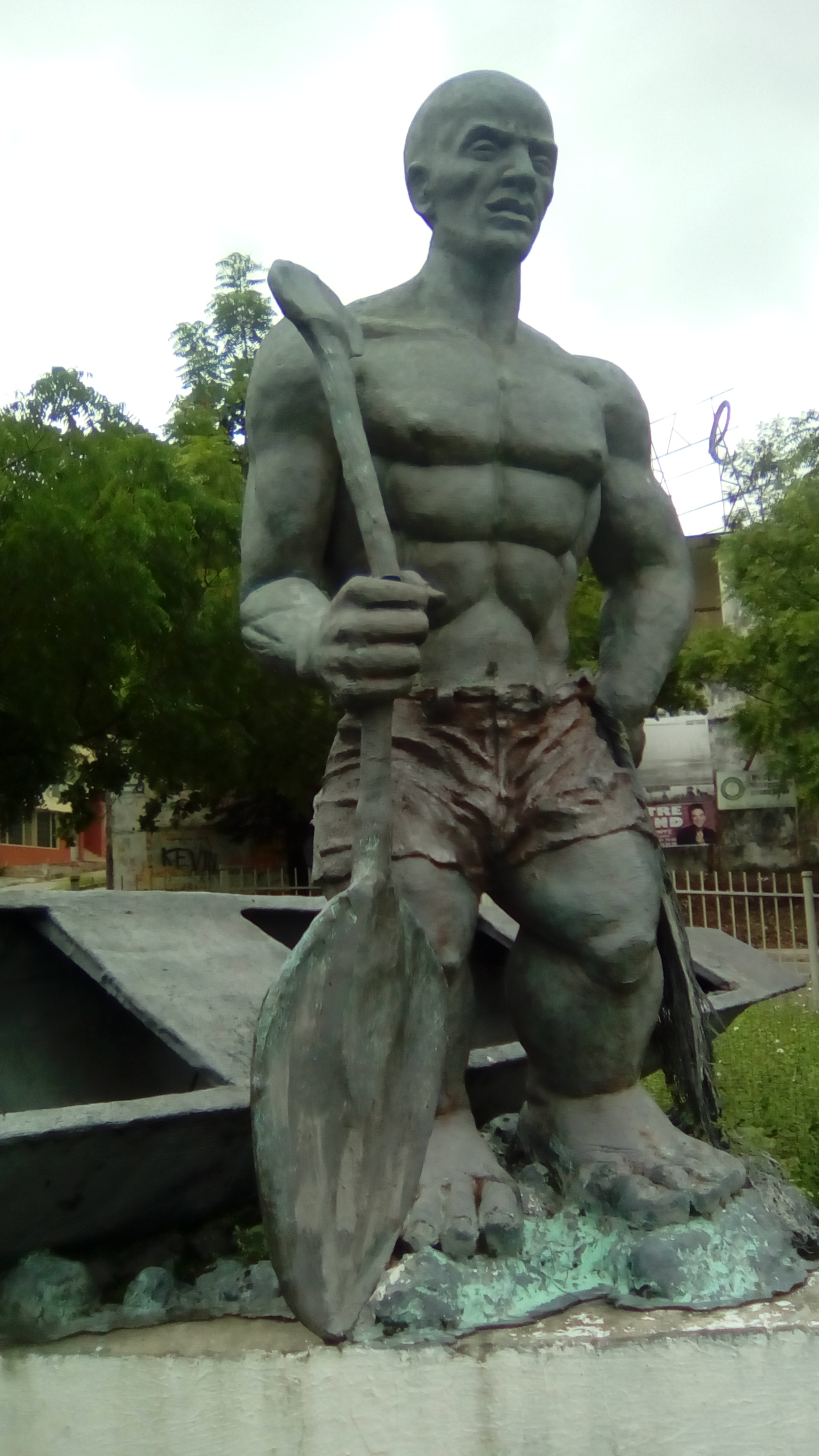
Monumento ao Boga da liberdade.

A cidade, por seu histórico desempenho na área comercial do país, tem levado sempre uma atividade cultural e artística muito dinâmica, ainda que desceu notavelmente nos anos 20, mas seu passado tem acordado virtudes artísticas em vários de seus filhos, sobretudo em pintura, literatura e música.
Honda tem um escritório de Cultura e Turismo. Conta ademais com o Museu Alfonso López Pumarejo e o Museu do Rio Magdalena.
No 2008 Honda foi o centro das gravações da telenovela colombo-estadounidense Doña Bárbara.

### Festivais e encontros culturais
- Carnaval Da Subienda. Celebra-se nas duas primeiras semanas do mês de fevereiro; festeja-se a época de maior pesca da região e por tanto de maior atividade económica e comercial. No 2012 celebrar-se-á o XLIV CARNAVAL E REINADO POPULAR DA SUBIENDA do 16 ao 19 de fevereiro.
- Reinado Nacional Do Rio Magdalena. Celebrado no mês de outubro; comemora-se do mesmo modo a época de pesca e inicialmente era parte do Carnaval da subienda.
- Semana Maior De Concertos. Efetua-se na Semana Santa; comemorando na semana maior para os cristãos.

Dentro de seus centros culturais encontram-se o Museu do Rio Magdalena, casa-a Museu Alfonso López Pumarejo e a Agência Cultural e Biblioteca do Banco da República.

### Arquitectura
Honda tem arquitetura colonial deixada pelos espanhóis. Algumas edificações que datam da época colonial são: A rua das Armadilhas, a catedral de Nossa Senhora do Rosario . Arquitetura Republicana; Ponte Navarro,  praça de mercado. O centro histórico compreende os bairros Alto do Rosario, O Retiro, O Carmen e parte de Povo Novo, de arquitetura espanhola. Este centro tem parecido com os de Cartagena de Índias, Mompox, Popayán, Villa de Leiva, Tunja e o bairro La Candelaria de Bogotá.
O Boga da liberdade, escultura do maestro cartagenero Héctor Lombana, é um dos monumentos mais destacados da cidade.

### Símbolos

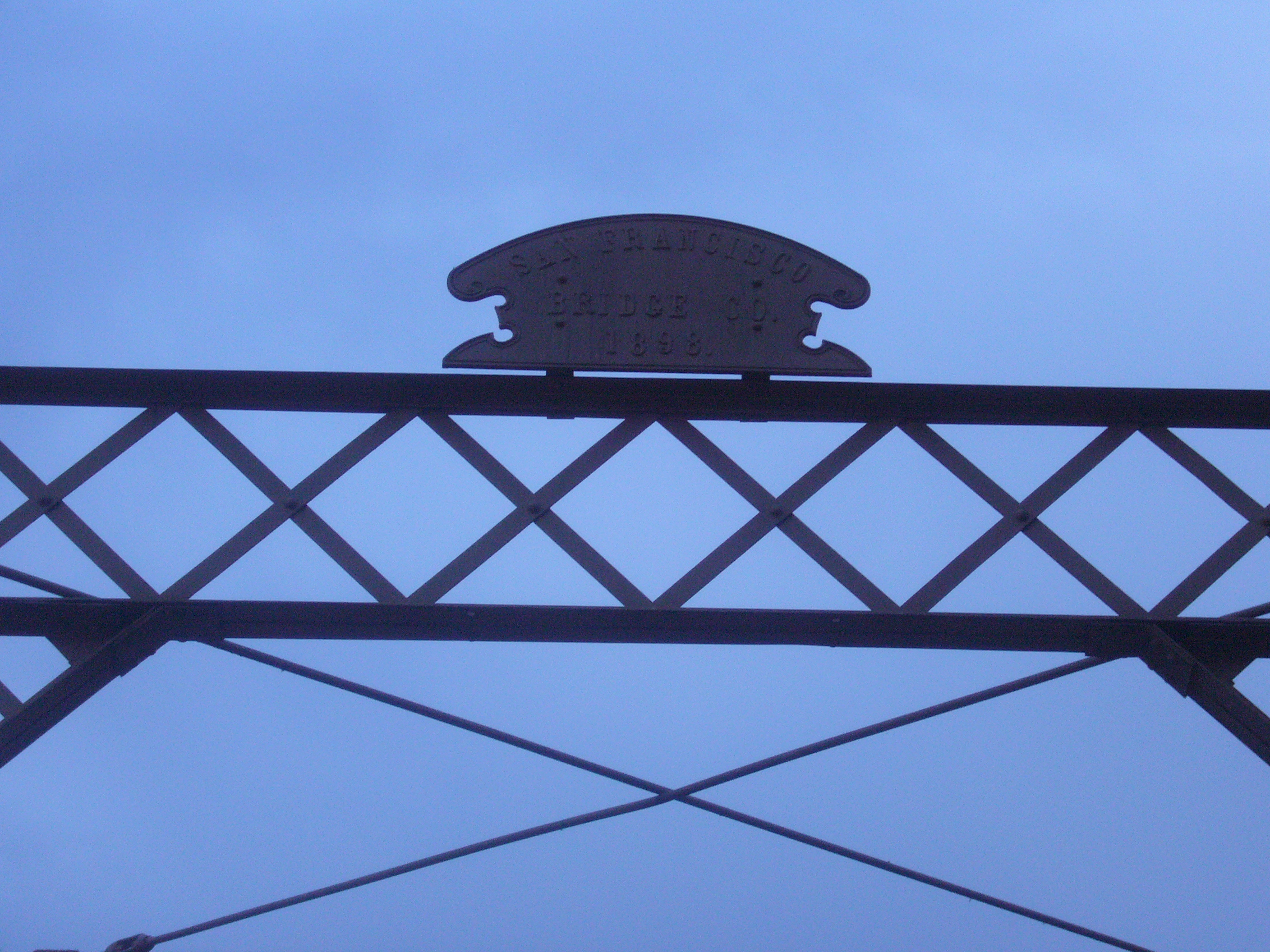
Placa da Ponte Navarro, o mais antigo da América do Sul.

A bandeira da cidade foi adoptada mediante acordo No. 003 de 1960. Consta de duas cores, cinzento e vermelho, em duas faixas horizontais de igual tamanho, na parte superior a cor branca e na parte inferior a cor vermelha; simbolizam a paz e a grandeza com o cinza e a liberdade com o vermelho sintetizando o seguinte lema "LA PAZ ATINGIDA COM BASE NA LIBERDADE" a bandeira levasse no centro o escudo de Armas da Cidade.
O escudo de armas outorgou-se-lhe junto com o título de Vila a San Bartolomé das Palmas mediante Real Cédula a 4 de março de 1643 com os emblemas da Casa de Áustria e dos Borbones.
O Hino da Cidade de Honda foi adotado mediante Acordo Municipal No. 026 de 1960 e de autoria de Isabel Buenaventura de Buenaventura.

## Lugares de interesse
- Rua das Armadilhas. Possui uma topografia sinuosa e em ziguezague, com um andar totalmente construído em pedra evocando as construções Andaluzas. Ali nascem ou morrem costas como a Zaldua, Owen, San Francisco, e calçadas como San José e A Broma. Esta rua é um atrativo para próprios e turistas, e encontra-se dentro do “Centro Histórico”.
- Ponte Navarro. Declarado como Bem de Interesse Cultural Nacional (Monumento Nacional) mediante Decreto 936 de 10 de maio de 1994. Construído entre os anos de 1894 a 1898 e inaugurado a 16 de janeiro de 1899, dia dos aniversários do seu gestor Dom Bernardo Navarro Bohórquez, une aos departamentos do Tolima (Honda) e Cundinamarca (Porto Bogotá, Guaduas) sobre o rio Magdalena. Sua majestosa e arquitetura fazem-no único no contexto sul-americano.
- Catedral de Nossa Senhora do Rosario. A sua construção data de meados do Século XVII e inícios do Século XVIII. Se erigiu como Paroquia no Alto do Rosário em substituição da Paroquia de San Bartolomé que tinha sido erigida pelos Jesuitas no Alto de San Juan de Deus. Desde o Século XVIII tem prestado os seus serviços religiosos aos fiéis da Vila de Honda. Construção imponente que convida a próprios e visitantes a conhecer, possui contrafortes, cúpula, três naves, casa cural e torre central.
- Praça de Mercado. Construída sobre o terreno onde funcionou durante dois séculos o Convento de San Bartolomé dos Franciscanos. O construtor da praça de mercado foi o engenheiro inglês Harry Valsint, sua edificação durou 18 anos (1917 - 1935). Possui 148 colunas e 108 portas. Pela sua formosa arquitectura foi elevada a Bem de Interesse Cultural Nacional (Monumento Nacional) mediante Decreto 1756 do 26 de novembro de 1.996 do Ministério de Cultura.
- Parque Água, Sol e alegria. Este parque de diversões, Construído entre os anos de 1986-1988. Tem jogado um papel relevante na indústria sem lareira da Vila, porque complementa o cultural com o recreativo. Com capacidade para mais de cinco mil pessoas, construção de origem privada mas que tem impulsionado em grande parte a oferta turística de Honda, considerada como uma das maravilhas da cidade por sua imponente construção.
- Rápidos ou Saltos de Honda. é uma falha geológica, que divide em duas a navegação pelo rio Magdalena. A este fenómeno natural deve-se que exista a Villa de Honda, já que permite que a cada ano se origine a famosa subienda, na que os rápidos impedem que subam facilmente os milhares de peixes que a cada ano cumprem seu ciclo natural nas águas do Magdalena.
- Museu do Rio Magdalena. Construção colonial que data do Século XVIII, aqui funcionou durante mais de dois séculos “A adega O Retiro ou Porto do Retiro”, que prestava seus serviços aos mercaderes da Vila no Alto Magdalena, atracavan e zarpavan bergantines, barcos a vapor, champanes, canoas, piraguas. No final do Século XIX foi sede do Quartel da Gendarmeria sendo seu comandante o senhor Gilibert, depois biblioteca e arquivo municipal dirigido por dom Tomas Sebastián Restrepo, e na atualidade funciona ali o Museu do Rio que possui uma variedade de salas, onde o hondano e o visitante podem inteirar-se à história do rio da pátria.

## Personagens ilustres
Entre as personagens nascidas em Honda destacam-se: Alfonso López Pumarejo (Presidente de Colômbia), Pepe Cáceres (Célebre Torero), Alfonso Palácio Rudas (Economista), José María Samper Agudelo (Escritor), Maior General Abraham Varão Valencia (Ex-Ministro de Defesa, Comandante do Exército Nacional de Colômbia), Fernando Devis Estefan (Pintor), Hernando Soto Crespo (Célebre Médico, Político e amigo de Gaitán), Jaime Soto Crespo (Célebre Jornalista e Político), Bernardo Navarro Bohórquez (Comerciante e Construtor da Ponte Navarro),  Jaime Pava Navarro (Político, congressista em várias décadas, diplomata), Emilio Urrea Delgado (Empresário e político ), Tiberio Múrcia Godoy (Docente investigador, autor de vários livros sobre Honda), Carlos Alfonso Vargas (Artista plástico), Nestor Hernando Parra Escobar (Diplomata, ensayista, educador),  Carlos Granada Arango (Pintor).